# Lijst van voetbalinterlands Malawi - Oeganda
Deze lijst van voetbalinterlands is een overzicht van alle officiële voetbalwedstrijden tussen de nationale teams van Malawi en Oeganda. De Afrikaanse landen speelden tot op heden 29 keer tegen elkaar. De eerste ontmoeting was een vriendschappelijke wedstrijd op 25 mei 1971 in Kampala. Het laatste duel, een kwalificatiewedstrijd voor de Afrika Cup 2021, werd gespeeld in Lilongwe op 29 maart 2021.

## Wedstrijden
| №  | Plaats        | Datum            | Competitie                   | Wedstrijd        | Uitslag |
| -- | ------------- | ---------------- | ---------------------------- | ---------------- | ------- |
| 1  | Kampala       | 25 mei 1971      | Vriendschappelijk            | Oeganda − Malawi | 3 − 3   |
| 2  | Blantyre      | 6 juli 1971      | Vriendschappelijk            | Malawi − Oeganda | 3 − 1   |
| 3  | Blantyre      | 10 juli 1971     | Vriendschappelijk            | Malawi − Oeganda | 0 − 1   |
| 4  | Chingola      | 7 november 1975  | CECAFA Cup 1975              | Malawi − Oeganda | 2 − 1   |
| 5  | Zanzibar      | 12 november 1976 | CECAFA Cup 1976              | Oeganda − Malawi | 2 − 1   |
| 6  | Mogadishu     | 6 december 1977  | CECAFA Cup 1977              | Oeganda − Malawi | 1 − 0   |
| 7  | Lilongwe      | 5 november 1978  | CECAFA Cup 1978              | Malawi − Oeganda | 0 − 2   |
| 8  | Kampala       | 13 november 1982 | CECAFA Cup 1982              | Oeganda − Malawi | 2 − 1   |
| 9  | Nairobi       | 25 november 1983 | CECAFA Cup 1983              | Oeganda − Malawi | 1 − 0   |
| 10 | Mbale         | 12 december 1984 | CECAFA Cup 1984              | Malawi − Oeganda | 2 − 0   |
| 11 | Harare        | 4 oktober 1985   | CECAFA Cup 1985              | Malawi − Oeganda | 1 − 0   |
| 12 | Bulawayo      | 12 oktober 1985  | CECAFA Cup 1985              | Oeganda − Malawi | 1 − 3   |
| 13 | Blantyre      | 6 juli 1986      | Vriendschappelijk            | Malawi − Oeganda | 2 − 1   |
| 14 | Lilongwe      | 8 juli 1986      | Vriendschappelijk            | Malawi − Oeganda | 0 − 0   |
| 15 | Mzuzu         | 10 juli 1986     | Vriendschappelijk            | Malawi − Oeganda | 0 − 0   |
| 16 | Kampala       | 16 juli 1988     | WK 1990 kwalificatie         | Oeganda − Malawi | 1 − 0   |
| 17 | Lilongwe      | 30 juli 1988     | WK 1990 kwalificatie         | Malawi − Oeganda | 3 − 1   |
| 18 | Nairobi       | 16 december 1989 | CECAFA Cup 1989              | Malawi − Oeganda | 3 − 3   |
| 19 | Blantyre      | 6 juli 1999      | Vriendschappelijk            | Malawi − Oeganda | 0 − 2   |
| 20 | Kampala       | 1 juli 2000      | Afrika Cup 2002 kwalificatie | Oeganda − Malawi | 3 − 1   |
| 21 | Blantyre      | 15 juli 2000     | Afrika Cup 2002 kwalificatie | Malawi − Oeganda | 1 − 2   |
| 22 | Addis Abeba   | 6 december 2006  | CECAFA Cup 2006              | Oeganda − Malawi | 0 − 0   |
| 23 | Kampala       | 21 maart 2009    | Vriendschappelijk            | Oeganda − Malawi | 2 − 1   |
| 24 | Dar es Salaam | 2 december 2010  | CECAFA Cup 2010              | Malawi − Oeganda | 1 − 1   |
| 25 | Kampala       | 15 juli 2014     | Vriendschappelijk            | Oeganda − Malawi | 0 − 0   |
| 26 | Blantyre      | 6 juli 2015      | Vriendschappelijk            | Malawi − Oeganda | 1 − 0   |
| 27 | Kampala       | 27 maart 2018    | Vriendschappelijk            | Oeganda − Malawi | 0 − 0   |
| 28 | Kampala       | 17 november 2019 | Afrika Cup 2021 kwalificatie | Oeganda − Malawi | 2 − 0   |
| 29 | Lilongwe      | 29 maart 2021    | Afrika Cup 2021 kwalificatie | Malawi − Oeganda | 1 − 0   |

## Samenvatting
| Competitie              | Totaal gespeeld | Winst Malawi | Gelijk | Winst Oeganda | Doelsaldo Malawi – Oeganda |
| ----------------------- | --------------- | ------------ | ------ | ------------- | -------------------------- |
| WK-kwalificatie         | 2               | 1            | 0      | 1             | 3 − 2                      |
| Afrika Cup-kwalificatie | 4               | 1            | 0      | 3             | 3 − 7                      |
| CECAFA Cup              | 12              | 4            | 3      | 5             | 14 − 14                    |
| Vriendschappelijk       | 11              | 3            | 5      | 3             | 10 − 10                    |
| Totaal                  | 29              | 9            | 8      | 12            | 30 − 33                    |

FAM · 
Bondscoaches · 
Topscorers · 
Malawisch vrouwenelftal
1962 - 1969 · 
1970 - 1979 · 
1980 - 1989 · 
1990 - 1999 · 
2000 – 2009 · 
2010 – 2019 ·
2020 − 2029
Algerije ·
Angola ·
Bangladesh ·
Benin ·
Botswana ·
Burkina Faso ·
Burundi ·
Comoren ·
Congo-Brazzaville ·
Congo-Kinshasa ·
Djibouti ·
Egypte ·
Equatoriaal-Guinea ·
Eritrea ·
Ethiopië ·
Gabon ·
Ghana ·
Guinee ·
Ivoorkust ·
Jemen ·
Kameroen ·
Kenia ·
Lesotho ·
Liberia ·
Libië ·
Madagaskar ·
Mali ·
Marokko ·
Mauritius ·
Mozambique ·
Namibië ·
Nigeria ·
Oeganda ·
Rwanda ·
Sao Tomé en Principe ·
Senegal ·
Seychellen ·
Sierra Leone ·
Soedan ·
Somalië ·
Swaziland ·
Tanzania ·
Togo ·
Tsjaad ·
Tunesië ·
Zambia ·
Zimbabwe ·
Zuid-Afrika ·
Zuid-Soedan
FUFA · 
A-internationals · 
Oegandees vrouwenelftal
Algerije ·
Angola ·
Bahrein ·
Benin ·
Botswana ·
Burkina Faso ·
Burundi ·
Centraal-Afrikaanse Republiek ·
Comoren ·
Congo-Brazzaville ·
Congo-Kinshasa ·
Djibouti ·
Ecuador ·
Egypte ·
Eritrea ·
Ethiopië ·
Gabon ·
Gambia ·
Ghana ·
Guinee ·
Guinee-Bissau ·
IJsland ·
Irak ·
Iran ·
Ivoorkust ·
Jemen ·
Kaapverdië ·
Kameroen ·
Kenia ·
Koeweit ·
Lesotho ·
Libanon ·
Liberia ·
Libië ·
Madagaskar ·
Malawi ·
Mali ·
Marokko ·
Mauritanië ·
Mauritius ·
Moldavië ·
Mozambique ·
Namibië ·
Niger ·
Nigeria ·
Oezbekistan ·
Rwanda ·
Saoedi-Arabië ·
Sao Tomé en Principe ·
Senegal ·
Seychellen ·
Slowakije · 
Soedan ·
Somalië ·
Tadzjikistan ·
Tanzania ·
Togo ·
Tsjaad ·
Tunesië ·
Turkmenistan ·
Zambia ·
Zimbabwe ·
Zuid-Afrika ·
Zuid-Soedan